# Tano Zolow
Tano Zolow, eigentlich Tano Zolow Georgiew, (bulgarisch Тано Цолов; * 27. Juni 1918 in Tschomakowzi; † 26. April 1990 in Sofia) war ein bulgarischer Politiker.

## Leben
Zolow trat 1940 der Bulgarischen Kommunistischen Partei bei. Er studierte Ökonomie. Von 1942 bis 1944 war er im Gefängnis inhaftiert. Im April 1944 schloss er sich während des Zweiten Weltkriegs den Partisanen an. Von 1952 bis 1959 war er bulgarischer Minister für Schwerindustrie. 1954 wurde er Kandidat und 1957 dann Mitglied des Zentralkomitees seiner Partei. 1959 übernahm er die Funktion als Sekretär des Zentralkomitees, die er bis 1962 innehatte. Ab 1962 war er dann bis 1971 Stellvertreter des Vorsitzenden des Ministerrates. Außerdem wurde er 1962 Kandidat und schließlich 1966 Mitglied des Politbüros. Von 1966 bis 1971 war er Vorsitzender des Staatlichen Komitees für Planung. 1971 wurde er Erster Stellvertreter des Vorsitzenden des Ministerrates.
Zolow wurde als Held der Sozialistischen Arbeit und mit dem Orden Georgi Dimitrow ausgezeichnet.